# Robert Kranjec
Robert »Robi« Kranjec, slovenski smučarski skakalec, * 16. julij 1981, Ljubljana, SR Slovenija.
Robert se s smučarskimi skoki ukvarja od svojega enajstega leta, do konca kariere je bil član kluba SK Triglav Kranj in slovenske skakalne reprezentance. Njegov klubski trener je bil Jani Grilc. Veljal je za dobrega skakalca in predvsem odličnega letalca, tako da ni presenetljivo da je največje uspehe požel ravno v poletih in da se ga je zato prijel vzdevek Leteči Kranjec. V zadnjih tekmovalnih letih je bil eden najstarejših tekmovalcev v tem športu in imel je največ opravljenih poletov preko dvesto metrov, skupno kar 212. Bil je sploh prvi, ki je opravil dvesto poletov preko 200 metrov in ob zaključku Kranjčeve kariere ni bilo letalca, ki bi bil blizu temu dosežku.

## Tekmovalna kariera

### Začetki, 1998-2001
V svetovnem pokalu je prvič nastopil marca 1998. Tedaj se je udeležil zadnjih treh tekem sezone 1997-98 in se na nobeni ne uvrstil med trideseterico. Najboljši je bil v Planici kjer je zasedel 40. mesto.
Podobno je bilo dve leti kasneje, v sezoni 1999-00, kjer je nastopil na štirih tekmah, dveh moštvenih in dveh posamičnih. Zopet je bil najboljši v Planici s 39. mestom. Enako velja za naslednjo sezono, 2000-01, ko je nastopil zgolj dvakrat in se obakrat uvrstil na rep petdeseterice.

### 2001-02: prvi uspehi
Do preboja naprej je prišel v sezoni 2001-02, ko je pričel z rednim nastopanjem na vseh tekmah sezone. Tako je že na drugi tekmi sezone prvič osvojil točke svetovnega pokala. To je bilo 24. novembra 2001 na finskem v Kuopiju, ko je zasedel 26. mesto. Nato je svoje rezultate počasi stopnjeval, prišel tudi do prve uvrstitve med najboljših deset, zatem pa se mu je uspelo prvič zavihteti se na zmagovalni oder. To je bilo 1. marca 2002 na tekmi v Lahtiju kjer je bil tretji. Vsega skupaj je v tej sezoni zbral osem uvrstitev med prvo deseterico in v skupnem seštevku s 348 osvojenimi točkami zasedel 16. mesto kot drugi najbolje uvrščeni Slovenec za Petrom Žonto.
Vrhunec te sezone je bil februarski nastop na olimpijskih igrah leta 2002 v Salt Lake Cityju, prvi nastop na igrah za Robija. Tam je na tekmah posameznikov zasedel solidni petnajsto in enajsto mesto. Uspeh pa je prišel 18. februarja na ekipni tekmi kjer je v postavi skupaj s Žonto in Damjanom Frasom ter Primožem Peterko zasedel tretje mesto in osvojil bronasto medaljo. To je bila po letu 1988 prva olimpijska medalja za slovenske skoke, vsega skupaj tretja ter prva v samostojni Sloveniji.
Marca 2002 je nastopil še na svojem prvem Svetovnem prvenstvu v poletih, ki je bilo takrat organizirano na češkem v Harrachovu. Tam je 9. marca na tekmi posameznikov zasedel enajsto mesto in bil s tem najbolje uvrščeni Slovenec na tekmi.

### 2003-06:
Pred zimo je v pripravljalnem obdobju julija 2002 nastopil v Velenju na dveh tekmah za kontinentalni pokal. Tam je 5. in 6. julija na tekmah s predvsem slovensko udeležbo obakrat zmagal. Nato je 14. avgusta na tekmi poletne Velike nagrade v francoskem Courchevelu stal na stopničkah, ko je osvojil tretje mesto. Zatem je v zimi 2002-03 večinoma se redno uvrščal med dobitnike točk in se enkrat uspel zavihteti na zmagovalni oder. To je bilo 9. februarja v nemškem Willingenu kjer je zasedel tretje mesto. Vsega skupaj je dosegel šest uvrstitev med najboljših deset in na koncu zasedel skupno sedemnajsto mesto s 431 točkami in bil drugi najbolje uvrščeni Slovenec za Primožem Peterko.
Februarja 2003 je prvič nastopil na Svetovnem prvenstvu, ki je bilo takrat v italijanskem Val di Fiemmeju. Tam je 22. februarja na tekmi posameznikov nastopil solidno in zasedel šesto mesto.
V naslednji sezoni 2003-04 je rezultatsko nazadoval. Nekajkrat se niti ni uvrstil med dobitnike točk, večinoma pa je zasedal mesta v zadnji tretjini trideseterice. Z enim devetim mestom je dosegel svojo edino uvrstitev med prvih deset. Na koncu je v skupnem seštevku sezone pristal na 46. mestu z vsega 58 točkami kot četrti Slovenec.
Sezono 2004-05 je začel še slabše kot prejšnjo. Na nobeni od prvih osem tekem se mu ni uspelo uvrstiti med dobitnike točk, v glavnem je zasedal mesta na repu petdeseterice. Posledično je nastope v svetovnem pokalu prekinil in prešel na tekme celinskega pokala. Tam se je udeležil tekem v začetku leta 2005 z namenom prebroditi rezultatsko krizo do katere je prišel. Nastopil je na osmih tekmah in na eni celo zmagal. To je bilo 29. januarja v nemškem mestecu Lauscha kjer je slavil pred vsemi. Potem se je zopet vrnil na tekme najvišjega ranga in proti koncu sezone se je zopet uvrščal med dobitnike točk. 12. februarja je bil v postavi slovenske ekipe, ki je na moštveni tekmi v italijanskem Pragelatu zasedla drugo mesto. Poleg Kranjca so v postavi bili še Primož Peterka, Rok Benkovič in Jernej Damjan. Najboljša posamična uvrstitev sezone je bilo deseto mesto na predzadnji tekmi v Planici. Vsega skupaj je v tej krizni sezoni zbral 65 točk in zasedel končno 45. mesto.
Po težki zadnji sezoni se je v pripravljalnem obdobju pred novo udeležil več tekem nižjega ranga. Tako je najprej zmagal na dveh domačih tekmah za Celinski pokal. Prvo je dobil 8. julija v Velenju, drugo pa dva dni kasneje v Kranju. Nato je nastopil na šesti tekmah poletne Velike nagrade in na eni od njih tudi zmagal. To je bilo 13. avgusta v švicarskem Einsiedelnu kjer je premagal Finca Happonena za vsega 1,1 točke prednosti. V sezono 2005-06 je nato štartal odlično. Na finskem v Kuusamu je bil najboljši na prvi tekmi, nato na drugi istega dne pa zasedel tretje mesto. To je bila Robijeva prva zmaga med svetovno elito, dosegel jo je 26. novembra 2005. V nadaljevanju pa ni šlo tako dobro in Robi je večkrat ostal brez uvrstitve med dobitnike točk. Izvlekel je sicer eno sedmo mesto toda drugi rezultati so bili bolj pri repu trideseterice ali pa še to ne. Po slabih rezultatih na ZOI 2006, kjer je bil šele na 41. in 49. mestu, je ponovno začasno presedlal na tekme nižjega ranga. Tako je pred finalom v Planici nastopil na dveh tekmah celinskega pokala v Bischofshofnu in tam bil na prvi tretji ter nato 12. marca na drugi zmagal. Zatem se je udeležil planiškega finala sezone kjer je zopet dobro nastopil. Na prvi tekmi je bil osmi, na drugi 19. marca pa s tretjim mestom dosegel svojo peto posamično uvrstitev na zmagovalni oder svetovnega pokala. Na koncu je v sezoni v kateri je dosegel pet uvrstitev med najboljšo deseterico, od tega sta ena zmaga in dve tretji mesti, bil v skupnem seštevku kot najboljši Slovenec uvrščen na 16. mesto s 327 točkami.

### 2006-09:
V sezoni 2006-07 je dosegal spremenljive rezultate. Zopet se mu večkrat ni uspelo uvrstiti med trideseterico, če pa že je zasedal mesta v drugi polovici dobitnikov točk. Do finala v Planici je bil njegov najboljši rezultat eno trinajsto mesto. Na poletih v Planici pa je pokazal svoje letalne sposobnosti in močno izboljšal dosežke. Na treh tekmah je bil dvakrat uvrščen med najboljši deset, le na zadnji se mu je nastop ponesrečil, bil je šele triindvajseti, na drugi tekmi je s četrtim mestom za malo zgrešil stopničke, a vseeno dosegel rezultat sezone. Tako je v sezoni v kateri je dosegel zgolj deset uvrstitev med točke, od tega dve med prvo deseterico, bil na koncu uvrščen s 179 točkami kot drugi najboljši Slovenec za Damjanom na 27. mesto.
V naslednji sezoni, to je bilo v zimi 2007-08, je nastopal podobno kot v prejšnji. Torej tu in tam med trideseterico ali pa izven nje. Do tekem v japonskem Saporu je imel za najboljšo uvrstitev eno 17. mesto. Tam je v delno okrnjeni konkurenci zasedel 14. mesto na prvi in nato na drugi tekmi z osmim mestom bil prvič to sezono med prvo deseterico. Ponovno pa je najboljši rezultat sezone dosegel na planiškem finalu in tako kot sezono prej je to bilo četrto mesto, ki ga je dosegel na zadnji tekmi. V skupnem seštevku sezone v kateri se je dvakrat uvrstil med najboljših deset je zasedel končno 25. mesto s 233 osvojenimi točkami kot drugi najboljši Slovenec.
V sezoni 2008-09 je nastopal podobno kot v prejšnjih dveh. Po povprečnih dosežkih na skakalnicah je sezono rešil z dobrimi rezultati na letalnicah, ki mu očitno bolj ležijo. Tako je bil najprej na Kulmu dvanajsti, nato na vikersundski velikanki celo peti, nakar je na finalu v Planici s tretjim mestom se po treh letih ponovno uvrstil na zmagovalni oder. Vsega skupaj je v celi sezoni bil med prvo deseterico uvrščen trikrat. V skupnem seštevku sezone je kot najbolje uvrščeni Slovenec končal s 276 točkami na 23. mestu.

### 2009-13:
Pred naslednjo zimo je v poletnem delu nastopil na dvanajstih tekmah in se na vseh uvrstil med prvih deset najboljših. Najprej je v Beljaku zmagal na dveh tekmah za Celinski pokal. Prvo je dobil 11. julija, drugo pa naslednjega dne. Zatem je dosegel še eno zmago na tekmi za poletno Veliko nagrado. To je bilo 30. avgusta na japonskem v Hakubi kjer je z dvema odličnima skokoma slavil z večjo točkovno prednostjo. Sezono 2009-10 je začel bolje kot zadnje pred tem. Že na drugi tekmi v Lillehammerju je bil na petem mestu, v nadaljevanju se je bolj ali manj redno uvrščal med dobitnike točk. Njegovi trenutki pa so prišli, ko so se tekme iz skokov preselile na polete. Že na prvi tekmi na letalnicah, na Kulmu 9. januarja, je tekmo zmagal pred vsemi. Tako je po štirih letih prišel do nove, svoje druge zmage v svetovnem pokalu. V nadaljevanju se je Robi še nadaljnje izkazal. Na drugi tekmi na Kulmu je bil ponovno med najboljšimi, zasedel je drugo mesto. 31. januarja je prišla naslednja tekma na letalnicah, tokrat v Oberstdorfu in Kranjec je bil tam ponovno drugi. Vsega skupaj se je v celi sezoni šestkrat uvrstil v prvo deseterico, od tega je ena zmaga in dve drugi mesti. Na koncu je dobil seštevek poletov in si priboril prvi mali kristalni globus. V skupnem seštevku celotne sezone se je s 503 točkami uvrstil na deseto mesto in s tem postavil svoj najboljši skupni rezultat dotedaj. Bil je tudi najbolje uvrščeni Slovenec.
Konec marca 2010 je nastopil na Svetovnem prvenstvu poletov, ki so bili organizirani v Planici. Tam je bil ponovno najboljši slovenski tekmovalec in je v seriji štirih poletov prek 200 metrov zasedel dobro peto mesto.
Dobro je nastopil tudi na Olimpijskih igrah leta 2010 v kanadskem Vancouvru. Tam je dosegel 6. mesto na srednji napravi in deveto na večji.
V naslednji sezoni svetovnega pokala, 2010-11, se je dokaj redno uvrščal med dobitnike točk. Na tekmah Novoletne turneje je dosegel dotedaj najboljši rezultat, ko je na novega leta dan v Ga-Paju zasedel enajsto mesto. Nato je v januarju prišel nastop na češki velikanki v Harrachovu kjer je bil četrti in šesti. Slabši je bil februarja na letalnici v Oberstdorfu kjer je zasedel 15. mesto. Še isti mesec je v Vikersundu dosegel povprečni deveto in devatnajsto mesto. Najboljši je bil doma na finalu v Planici. Tam je na zadnji tekmi posameznikov z drugim mestom se veselil edinega vzpona na zmagovalni oder v tej sezoni. Poleg tega pa je bil v postavi slovenske ekipe, ki je na moštveni tekmi zasedla tretje mesto. Vsega skupaj je dosegel štiri uvrstitve med prvo deseterico in v skupnem seštevku sezone bil ponovno najbolje uvrščeni Slovenec. S 355 osvojenimi točkami je zasedel skupno 18. mesto, v seštevku poletov pa osmo.
Marca 2011 se je udeležil Svetovnega prvenstva, ki je bilo prirejeno na norveškemv Oslu. Tam mu nastopa na tekmi posameznikov nista uspela, bil je šele na 32. mestu na srednji napravi in na večji triindvajseti. Zato pa je 5. marca na večji napravi ekipne tekme bil v postavi, ki je priskakala tretje mesto in bronasto medaljo. Poleg Robija so v postavi bili še Jernej Damjan, Jurij Tepeš in vzhajajoča zvezda slovenskih skokov, mladi Peter Prevc. In ravno Kranjec je bil najzaslužnejši za doseženi uspeh, ki je v edini izpeljani seriji skočil odlično. Za svoj uspeh je skakalna ekipa od Društva slovenskih športnih novinarjev prejela tudi nagrado Slovenska športna ekipa leta 2011.
V sezoni 2011-12 se je dokaj redno uvrščal med dobitnike točk. V celi sezoni se le trikrat ni uspel uvrstiti med trideseterico. Zato pa je dosegel več izjemnih rezultatov. Prvi vrhunec je prišel 15. januarja na kulmski letalnici kjer je zmagal in se po skoraj natančno dveh letih veselil nove najboljše možne uvrstitve. Naslednji uspešen nastop je prišel v februarju na velikanki v Oberstdorfu, ko je na tekmi posameznikov bil četrti, na ekipni pa se veselil zgodovinske prve slovenske moštvene zmage. V postavi so bili Kranjec, Jurij Tepeš, Peter Prevc in Jure Šinkovec. Nato je 16. marca na planiškem finalu dosegel svojo četrto zmago, ko je z dvema izjemnima poletoma prepričljivo slavil s preko desetimi točkami naskoka pred drugouvrščenim Simon Ammanom. To je bila prva slovenska zmaga na tekmah v Planici po letu 1988, ko je zmagal Primož Ulaga. Sezono je dva dni kasneje zaključil s tretjim mestom na zadnji tekmi sezone, ki mu je prinesla drugi posamični naslov zmagovalca v poletih. Vsega skupaj je v sezoni zbral dvanajst uvrstitev med najboljšo deseterico, od tega so dve zmagi in dve tretji mesti. Na koncu je v seštevku pokala kot najbolje uvrščeni Slovenec pristal na devetem mestu s 829 osvojenimi točkami.

#### Vikersund 2012: svetovni prvak v poletih
Februarja 2012 je nastopil na Svetovnem prvenstvu v poletih, ki je bilo na norveškem v Vikersundu. Tam je dne 25. februarja na tekmi posameznikov zmagal in postal svetovni prvak. Obenem je s skokom dolgim 244 metrov postavil nov slovenski rekord. Za povrhu pa je neslednjega dne sodeloval še na ekipni tekmi kjer so osvojili tretje mesto in bronasto medaljo ter s tem priborili prvo ekipno kolajno v poletih za Slovenijo. V zgodovinski postavi so bili Kranjec in še Jurij Tepeš, Jure Šinkovec ter Jernej Damjan.
V sezoni 2012-13 je začel slabše toda po novem letu je rezultate popravil in se uvrščal na visoka mesta. Za spremembo od zadnjih sezon pa je tokrat dosegel nekaj vidnih uvrstitev tudi v skokih in ne le v poletih. Tako se je januarja v Saporu z drugim in tretjim mestom dvakrat povzpel na oder za zmagovalce. Sledili sta tekmi na vikersundski velikanki kjer je bil najprej odličen tretji ter nato na drugi tekmi dne 27. januarja celo zmagal. V celi sezoni je dosegel dvanajst uvrstitev med najboljših deset, od tega gre šest stopničk, ena zmaga in dve drugi ter tri tretja mesta. V skupnem seštevku sezone je s 802 osvojenima točkama pristal na šestem mestu kar je njegov dotedanji najboljši rezultat. V seštevku poletov pa je končal na skupno drugem mestu, zaostal je le za Schlierenzauerjem. In ponovno je bil najbolje uvrščeni Slovenec. Poleg teh posamičnih dosežkov pa treba omeniti še moštvene uspehe kjer je sodeloval pri treh ekipnih zmagah slovenskih postav.

### 2013-16:
Sezono 2013-14 je začel z moštveno zmago v Klingenthalu. V postavi so bili Jurij Tepeš, Kranjec, Jaka Hvala in Peter Prevc. Od vseh je ravno Kranjcu uspel najboljši skok. Nato se je na posamičnih tekmah dokaj redno uvrščal med dobitnike točk in nekajkrat tudi med najboljših deset. Najboljši rezultat sezone je dosegel v Saporu s tretjim mestom, njegova edina uvrstitev na zmagovalni oder v celi zimi. Imel pa je obilo smole, ko je na Olimpijskih igrah v Sočiju dvakrat padel, najprej na treningu nato še v kvalifikacijah, kar je močno vplivalo na njegove nadaljnje nastope. Vsega skupaj je v sezoni svetovnega pokala zabeležil devet uvrstitev v prvo deseterico, od tega eno tretje mesto, in na koncu zasedel skupno enajsto mesto s 493 točkami kot drugi najboljši slovenski tekmovalec za Petrom Prevcem. Poleg omenjenih posamičnih rezultatov je sodeloval tudi pri dveh slovenskih ekipnih zmagah, prve že omenjene v Klingenthalu in še ene v Zakopanih. Vsi ti rezultati so doprinesli k zgodovinski prvi uvrstitvi Slovenije na zmagovalni oder v seštevku Pokala narodov, ki ga je dosegla s tretjim mestom ravno v tej sezoni.
V sezoni 2014-15 je rezultatsko nazadoval. Sicer se je na začetku dokaj redno uvrščal med trideseterico toda izostali so vrhunski dosežki. In to ne samo na skakalnih tekmah pač pa tudi na poletih. V celi sezoni se mu je med najboljšo deseterico uspelo uvrstiti vsega le enkrat in to ravno z desetim mestom, ki je bil njegov najboljši rezultat v celi zimi. Na koncu v seštevku sezone je bil uvrščen na 26. mesto s 201 osvojeno točko.
V pripravah na naslednjo zimo, svojo sedemnajsto, si je pri padcu poškodoval komolec in to ga je nato oviralo skozi večino tekem. Posledično se je v prvem delu sezone 2015-16 lovil v formi in se boril s posledicami poškodbe. Sicer je večinoma osvajal točke vendar bolj za mesta pri repu trideseterice. Je pa se močno popravil v drugem delu sezone, ko je ponovno prišel do vrhunskih dosežkov. Prvič mu je to uspelo v Saporu kjer je že tradicionalno dobro nastopil. Tam je 30. januarja s tretjim mestom prišel do prvih stopničk po dveh letih. To je bilo na tekmi na kateri so slovenski skakalci odnesli trojno zmago, pred Kranjcem sta bila na vrhu brata Prevc, Peter in Domen. Nato je bil v postavi, ki je 6. februarja zmagala v Oslu na moštveni preizkušnji. Sledile so za Robija najpomembnejše prireditve, tekme na največjih napravah in tam je pokazal da še vedno sodi med najboljše letalce. 12. februarja je dobil tekmo v Vikersundu in zabeležil svojo šesto zmago, prvo po treh letih. Na drugi tekmi naslednji dan je bil ponovno odličen in zasedel tretje mesto. Na tretji tekmi pa so se z njim poigrale vremenske razmere, skočil je v izredno slabih pogojih in ni dosegel uvrstitve med trideseterico. Drugi najboljši dosežek na normalnih skakalnicah mu je s petim mestom uspel 27. februarja v Almatiju. Tako je na finale v Planico prišel v dobri formi in samozavesten na podlagi dobrih zadnjih rezultatov. V Planici je bil ponovno odličen in skupaj s Petrom Prevcem sta poskrbela za popolni slovenski uspeh na treh zaključnih tekmah sezone. Robi je bil na prvi tekmi tretji, nato na drugi zmagal pred Prevcem in na zadnji bil drugi za Prevcem. Vsega skupaj je v svoji sedemnajsti sezoni dosegel sedem uvrstitev med najboljših deset, od tega sta dve zmagi in eno drugo ter tri tretja mesta. V skupnem seštevku je pristal na 13. mestu s 603 točkami. V seštevku poletov pa je zasedel skupno drugo mesto, zaostal je le za Petrom Prevcem, tako da sta Slovenca slavila dvojno zmago v tej razvrstitvi.

### 2016-17: poškodba in odsotnost
V pripravah na naslednjo zimo je nastopil na več tekmah poletne Velike nagrade. Na eni od njih mu je uspelo tudi zmagati. To je bilo 10. septembra v ruskem Čajkovskem kjer je sodobna in velika skakalnica kakršne Robiju ležijo in to je tudi izkoristil ter slavil pred reprezentančnim kolegom Anžetom Semeničem.
Nato pa si je tik pred začetkom nove sezone poškodoval koleno. Posledično je bil v sezoni 2016-17 prisilno odsoten. Namesto tekmovanja je moral tako opraviti operacijo strganih kolenskih vezi, nato ga je čakalo dolgotrajno okrevanje, ki ga je opravil do spomladi 2017. Navkljub veteranskemu stažu ni razmišljal o upokojitvi ampak o vrnitvi nazaj na tekme. Na skakalnice se je vrnil v maju in se pripravil za naslednjo sezono.

### 2017-19: zaključek tekmovalne kariere
Po poškodbi in dolgotrajni rehabilitaciji se je sicer poskušal vrniti na največja tekmovanja, a mu tu ni več uspelo. Tako je sprejel odločitev o zaključku tekmovalne kariere in se 23. marca 2019 poslovil po zadnjem skoku, natančneje poletu, ki ga je opravil v Planici med premerom pred zadnjo serijo sezone 2018-19. Ta zadnji, poslovilni, polet je opravil v svojem slogu in še 212., zadnjič, poletel prek 200 metrov, pristal pri 213 m in sledilo je slovo od ene najbogatejših karier v tej posebni športni zvrsti.

## Osebno
Poročen je s Špelo. Leta 2013 sta posvojila temnopolto deklico, ki jo je žena poiskala v Gani. Poimenovala sta jo Pika Felicija.
V prostem času rad potuje, posebej je navdušen nad Azijo, ki jo je že večkrat obiskal. Rad se tudi potaplja v morju in vozi z motorjem.

## Dosežki v svetovnem pokalu

### Naslovi
- 2 mala kristalna globusa za skupno zmago v seštevku poletov:

| Sezona | Discipline                             |
| ------ | -------------------------------------- |
| 2010   | Smučarski poleti mali kristalni globus |
| 2012   | Smučarski poleti mali kristalni globus |

### Uvrstitve po sezonah
| Sezona  | Skupno | Poleti | JP  | Novoletna | Nordijska |
| ------- | ------ | ------ | --- | --------- | --------- |
| 1997-98 | -      | N/A    | -   | -         | -         |
| 1999-00 | -      | N/A    | -   | -         | -         |
| 2000-01 | -      | N/A    | N/A | -         | -         |
| 2001/02 | 16.    | N/A    | N/A | 29.       | 7.        |
| 2002/03 | 17.    | N/A    | N/A | 25.       | 15.       |
| 2003/04 | 46.    | N/A    | N/A | 47.       | 36.       |
| 2004/05 | 45.    | N/A    | N/A | 58.       | 32.       |
| 2005/06 | 16.    | N/A    | N/A | 28.       | –         |
| 2006/07 | 27.    | N/A    | N/A | 37.       | 35.       |
| 2007/08 | 25.    | N/A    | N/A | 28.       | 30.       |
| 2008/09 | 23.    | 7.     | N/A | 31.       | 12.       |
| 2009/10 | 10.    | 1      | N/A | 14.       | 12.       |
| 2010/11 | 18.    | 8.     | N/A | 21.       | N/A       |
| 2011/12 | 9.     | 1      | N/A | 14.       | N/A       |
| 2012/13 | 6.     | 2      | N/A | 21.       | N/A       |
| 2013/14 | 11.    | 9.     | N/A | 28.       | N/A       |
| 2014/15 | 26.    | 21.    | N/A | 29.       | N/A       |
| 2015/16 | 13.    | 2      | N/A | 42.       | N/A       |

Opomba: kratica N/A pomeni, da se takrat tekmovanje ni izvajalo.

### Uvrstitve na stopničke po sezonah
| Sezona  | 1 | 2 | 3  | Skupaj |
| 1997-98 | - | - | -  | -      |
| 1999-00 | - | - | -  | -      |
| 2000-01 | - | - | -  | -      |
| 2001-02 | - | - | 1  | 1      |
| 2002-03 | - | - | 1  | 1      |
| 2003-04 | - | - | -  | -      |
| 2004-05 | - | - | -  | -      |
| 2005-06 | 1 | - | 2  | 3      |
| 2006-07 | - | - | -  | -      |
| 2007-08 | - | - | -  | -      |
| 2008-09 | - | - | 1  | 1      |
| 2009-10 | 1 | 2 | -  | 3      |
| 2010-11 | - | 1 | -  | 1      |
| 2011-12 | 2 | - | 2  | 4      |
| 2012-13 | 1 | 2 | 3  | 6      |
| 2013-14 | - | - | 1  | 1      |
| 2014-15 | - | - | -  | -      |
| 2015-16 | 2 | 1 | 3  | 6      |
| 2017-18 | - | - | -  | -      |
| Skupaj  | 7 | 6 | 14 | 27     |

### Zmage (7)
| #  | Sezona  | Datum        | Prizorišče               | Skakalnica                      | Velikost  |
| -- | ------- | ------------ | ------------------------ | ------------------------------- | --------- |
| 1. | 2005/06 | 26. nov 2005 | Kuusamo                  | Rukatunturi HS 142              | Velika    |
| 2. | 2009/10 | 9. jan 2010  | Tauplitz/Bad Mitterndorf | Kulm HS 200                     | Letalnica |
| 3. | 2011/12 | 15. jan 2012 | Tauplitz/Bad Mitterndorf | Kulm HS 200                     | Letalnica |
| 4. | 2011/12 | 16. mar 2012 | Planica                  | Letalnica bratov Gorišek HS 215 | Letalnica |
| 5. | 2012/13 | 27. jan 2013 | Vikersund                | Vikersundbakken HS 225          | Letalnica |
| 6. | 2015/16 | 12. feb 2016 | Vikersund                | Vikersundbakken HS 225          | Letalnica |
| 7. | 2015/16 | 18. mar 2016 | Planica                  | Letalnica bratov Gorišek HS 225 | Letalnica |